# Borzęcin
Borzęcin è un comune rurale polacco del distretto di Brzesko, nel voivodato della Piccola Polonia.
Ricopre una superficie di 102,73 km² e nel 2004 contava 8 405 abitanti.